# Шали дељи Цингари (Фођа)
Шали дељи Цингари (итал. Sciali degli Zingari) је насеље у Италији у округу Фођа, региону Апулија.
Према процени из 2011. у насељу је живело 35 становника. Насеље се налази на надморској висини од 2 м.